# You'll Always Find Your Way Back Home
"You'll Always Find Your Way Back Home" là một bài hát thuộc thể loại country pop được sáng tác cho bộ phim điện ảnh Hannah Montana: The Movie vào năm 2009. Ca khúc do nhân vật chính Hannah Montana (thủ vai bởi ca sĩ Miley Cyrus) thể hiện và do nữ ca sĩ kiêm sáng tác nhạc người Mỹ Taylor Swift cùng ca sĩ người Mỹ Martin Johnson đồng chắp bút sáng tác. Một phiên bản karaoke của ca khúc cũng xuất hiện trong sê-ri karaoke các ca khúc nhạc phim. Về mặt âm nhạc, "You'll Always Find Your Way Back Home" thuộc thể loại country pop và pop rock. Về mặt ca từ, nội dung bài hát nói về việc hòa nhập thích nghi và trở về quê hương.
"You'll Always Find Your Way Back Home" đã đón nhận thành công về mặt chuyên môn nhờ được sử dụng trong phim. So với những thành tích của Cyrus trong vai Montana trong quá khứ, ca khúc chỉ giành được thành công ở mức trung bình - thấp cho Cyrus ở một số quốc gia. Bài hát đạt vị trí quốc tế cao nhất ở hạng 36 trên bảng xếp hạng Canadian Hot 100. Ca khúc còn đi kèm một video âm nhạc trùng với ấn bản phát hành tại gia của Hannah Montana: The Movie.

## Phát triển
Sau khi các nhà làm phim gửi email đặc biệt nhằm xin phép sử dụng âm nhạc của mình, ca sĩ kiêm sáng tác nhạc Taylor Swift đã đồng ý tham gia vào Hannah Montana: The Movie. Swift đồng ý tham gia một vai diễn khách mời trong phim và trình diễn ca khúc "Crazier" cũng như đồng sáng tác một bài hát với Martin Johnson - ca sĩ chính của nhóm Boys Like Girls. Trong một cuộc phỏng vấn với MTV, Johnson mô tả quá trình làm việc với Swift: 
"Cô ấy thật tuyệt. Cô ấy là một trong những nhà sáng tác nhạc tài năng nhất để hợp tác, nếu không muốn nói là người xuất sắc nhất. Đối với một cô gái trẻ như vậy, cô ấy quá sáng tạo và nổi bật. Cô hiểu khán giả, cô thực sự hiểu thể loại nhạc pop xuất phát từ trái tim và thể hiện nó một cách hoàn mỹ. Cô ấy biết cách để làm nổi bật nhiều thứ, đồng thời khiến cho bạn cũng cảm thấy như vậy. Chúng tôi đã sáng tác một loạt các ca khúc cùng nhau và việc đó thật sự rất thú vị."

 "You'll Always Find Your Way Back Home" đóng vai trò kết màn cho bộ phim Hannah Montana: The Movie. Trong phim, Cyrus hóa thân thành ngôi sao nhạc pop Hannah Montana biểu diễn trên sân khấu tại một buổi gây quỹ ngoài trời nhằm giữ lấy công viên ở quê mình khỏi tay các dự án quy hoạch. Hơn 2.000 diễn viên quần chúng đã tham gia phân cảnh này.

## Sáng tác
Theo trang Allmusic, "You'll Always Find Your Way Back Home" thể hiện giai điệu chủ đề của album - sự kết hợp giữa thể loại nhạc đồng quê và nhạc pop. Bài hát được sáng tác theo nhịp chung với tiết tấu rock nhanh là 160 nhịp/phút, đồng thời được viết trên hợp âm Mi giáng trưởng. Giọng hát của Cyrus kéo dài một quãng tám, từ nốt B♭3 đến nốt B4. Kết cấu của bài hát được xây dựng theo chùm hợp âm E♭5—D5—E♭5. Giống như trong phim, lời bài hát nói về tầm quan trọng của quê nhà đối với mỗi con người. Warren Truitt của trang About.com tin rằng ca khúc đã truyền đạt "tình cảm khiến các ngôi sao nhạc pop nhận ra chốn yên bình ngay tại chính quê nhà của họ". Một vài câu đầu tiên trong đoạn điệp khúc gần giống với câu mở đầu trong bài hát "So Yesterday" của Hilary Duff phát hành năm 2003.

## Đánh giá chuyên môn
Ca khúc nhận được đánh giá tích cực từ các nhà phê bình. Simon Weaving của Screenwize.com cho biết mâu thuẫn của bộ phim "chủ yếu được thể hiện qua lời ca đơn giản, ngọt ngào của một loạt các bản hit pop liền mạch dẫn vào câu chuyện như 'The Best of Two Worlds' và 'You’ll Always Find a Way Back Home'". Theo James Plath (trang Dvdtown.com), bài hát "hòa nhập khá tốt vào cốt truyện". Peter Canavese của trang Grouncho Reviews thì cho rằng "câu chuyện đã khiến [...] "You'll Always Find Your Way Back Home" gây dấu ấn khó phai cho các cô gái tuổi teen". Theo trang About.com, Warren Truitt đã liệt ca khúc là bài hát hay thứ ba của Hannah Montana. Bên cạnh đó bài hát còn nằm trong danh sách rút gọn cho ca khúc nhạc phim hay nhất tại lễ trao giải Oscar lần thứ 82.

## Diễn biến xếp hạng
Bài hát xuất hiện lần đầu trên Billboard Hot 100 ở vị trí thứ 87 ở tuần kết thúc vào ngày 11 tháng 4 năm 2009. "You'll Always Find Your Way Back Home" tụt một bậc xuống hạng 88 trong tuần tiếp theo, nhưng ở tuần kết thúc vào ngày 2 tháng 5 năm 2009, ca khúc đạt vị trí cao nhất trên Hot 100 với thứ hạng 81 do lượng tiêu thụ tải nhạc số của bài hát đã giúp nó giành vị trí số 50 trên bảng xếp hạng Hot Digital Songs. Trên Canadian Hot 100, "You'll Always Find Your Way Back Home" ra mắt ở hạng 88 trong tuần kết thúc vào ngày 11 tháng 4 năm 2009 và giành vị trí cao nhất - hạng 76 ở tuần kết thúc ngày 2 tháng 5 năm 2009.

## Video âm nhạc
Một video âm nhạc quảng bá cho "You'll Always Find Your Way Back Home" đã được quay cùng lúc với nhạc phim Hannah Montana: The Movie. Video này nằm trong một loạt video quảng bá mang tên The Miley Sairs, được phát hành vào tháng 3 năm 2009 trên Disney.com và kết hợp với cảnh Cyrus hát trong một phòng thu âm trống.
Vào tháng 8 năm 2009, một đoạn trích từ Hannah Montana: The Movie được công chiếu dưới dạng video âm nhạc của bài hát trên Disney Channel để quảng bá phiên bản phát hành tại nhà của bộ phim. Video bắt đầu với Cyrus và các vũ công dự phòng của cô trên sân khấu trong một buổi hòa nhạc ngoài trời đông đúc. Cyrus diện trang phục hóa thân thành Hannah Montana và đang mặc một bộ đồ công sở. Khi Cyrus bắt đầu hát, cô và các vũ công thực hiện các vũ đạo phức tạp. Đoạn video sau đó chuyển sang một đoạn phim trong Hannah Montana: The Movie khi nhân vật do Cyrus thủ vai đang bước xuống từ một chiếc máy bay riêng. Video tiếp tục xen kẽ giữa cảnh Cyrus biểu diễn và nhiều đoạn phim khác; bao gồm cảnh Stewart cởi bộ tóc giả để thoát mình ra khỏi nhận vật Hannah Montana và tương tác với Travis Body, người cô thích trong bộ phim, do diễn viên Lucas Till thể hiện. Giữa video, Cyrus và các vũ công của cô rời khỏi sân khấu ở cửa sau và thay các bộ trang phục thể thao phương Tây, trong đó Cyrus diện một chiếc áo sơ mi cài nút phương tây, chiếc khăn ca rô đỏ trắng với đầm hay váy lót lông tím và giày cao bồi. Khi video kết thúc, Miley thức dậy và nhận ra (sau những sự kiện trước đó từ bộ phim), tất cả chỉ là một giấc mơ với chiếc xe của Jackson lái ngang qua đường và video kết thúc.

## Bảng xếp hạng
| Bảng xếp hạng (2009)   | Vị trí cao nhất |
| ---------------------- | --------------- |
| Canadian Hot 100       | 76              |
| U.S. Billboard Hot 100 | 81              |

## Chứng nhận
| Quốc gia                                                    | Chứng nhận | Số đơn vị/doanh số chứng nhận |
| ----------------------------------------------------------- | ---------- | ----------------------------- |
| Hoa Kỳ (RIAA)                                               | Vàng       | 500.000‡                      |
| ‡ Chứng nhận dựa theo doanh số tiêu thụ và phát trực tuyến. |            |                               |